# Camponotus mississippiensis
Camponotus mississippiensis é uma espécie de inseto do gênero Camponotus, pertencente à família Formicidae.